# Hordaland fylke

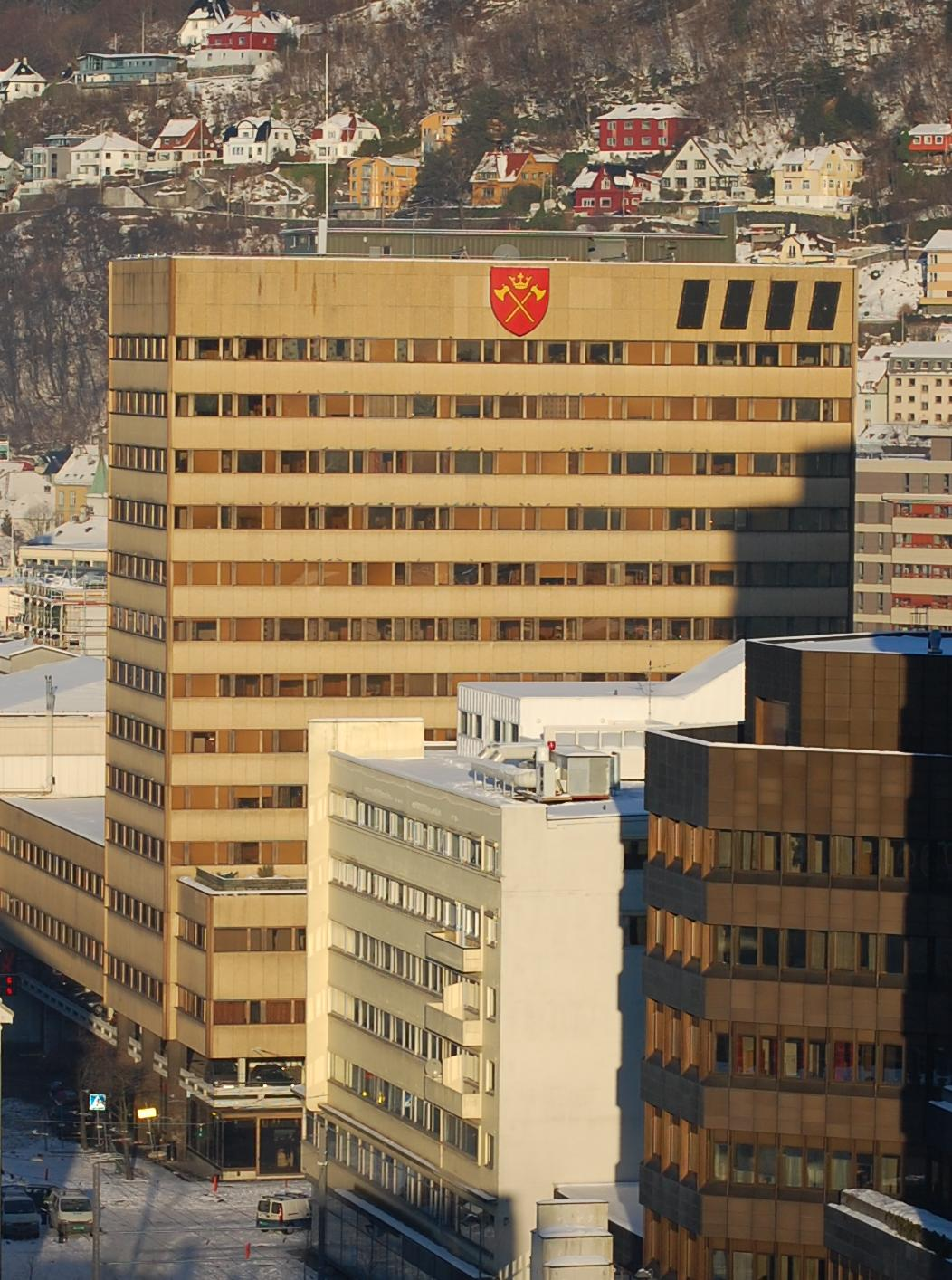
Hordalands fylkeskommuns administrationscenter i Bergen.

Hordaland fylke var ett fylke i västra Norge. Tillsammans med Sogn og Fjordane fylke ingår det sedan den 1 januari 2020 i Vestland fylke.
Staden Bergen var residensstad, andra städer är Odda och Leirvik. Hordaland fylke gränsade till Sogn og Fjordane fylke i norr, Buskerud och Telemark fylken i öster samt Rogaland fylke i söder. Fylket var Norges tredje största fylke räknat i invånartal och det nionde största räknat i areal. 71 % av arealen var fjällområden högre än 300 m ö.h. Hordaland var det enda fylket i Norge där alla kommuner gränsade till havet. Den 1 januari 2020 inrättades Vestland fylke, bildat genom sammanslagning av Hordaland och Sogn og Fjordane fylken.
Historiskt sett har Hordaland indelats i fyra landskap, Nordhordland, Sunnhordland, Hardanger och Voss. Denna indelning består än idag med undantag av att ett femte landskap Midthordland har tillkommit. Bergen var ett eget amt från 1831 och från 1919 till 1972 ett eget fylke.
Hordalands natur är mycket omväxlande, med många öar, insjöar, glaciärer, fjordar, forsar, fjäll och bergstoppar och har ett rikt kulturlandskap med fiskebyar, frodiga jordbruksområden, industriområden och gamla kulturminnen.
Av kända platser förutom Bergen kan nämnas  Hardangerfjorden, Hardangervidda, Hardangerjøkulen, Folgefonna, Agatunet, Lofthus, Odda, Langfossen, Låtefossen, Steinsdalsfossen, Vøringsfossen, Voss, Baroniet Rosendal, Halsnøy kloster, Espevær, Lysøen, Lyse kloster, Havråtunet, Telavåg, Kollsnes, Mongstad, Ågotnes och ön Stord. Vardetangen är kungariket Norges västligaste punkt.
Två platser i Hordaland finns med på Unescos lista över världsarv; Bryggen i Bergen som togs upp på listan 1979 och Nærøyfjorden tillsammans med naturreservatet Vestnorsk fjordlandskap och Geirangerfjorden som togs upp på listan 2005.

## Geografi

Distrikt i Hordaland:
Nordhordland
Midthordland
Sunnhordland
Hardanger
Voss

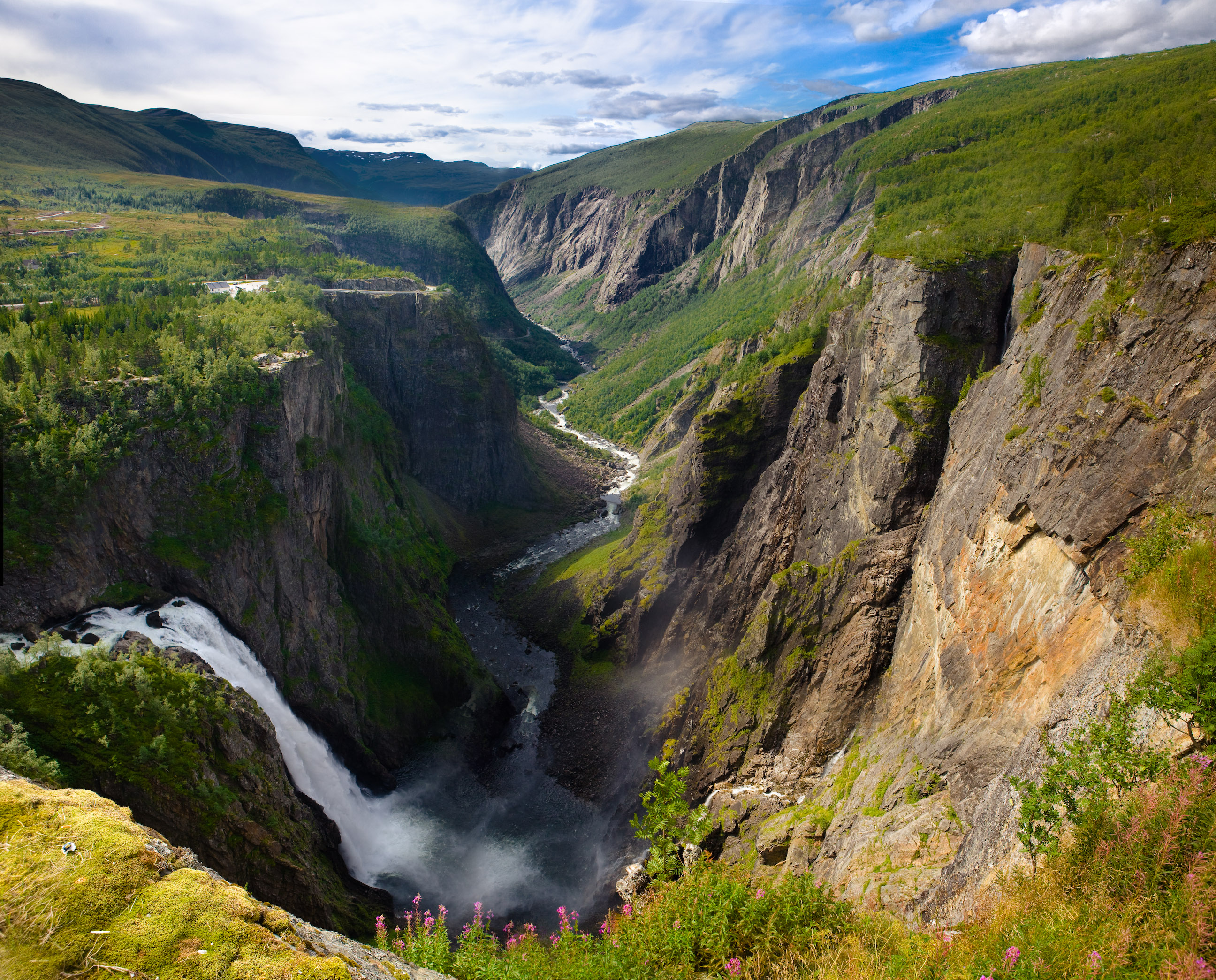
Vøringsfossen i Eidfjord

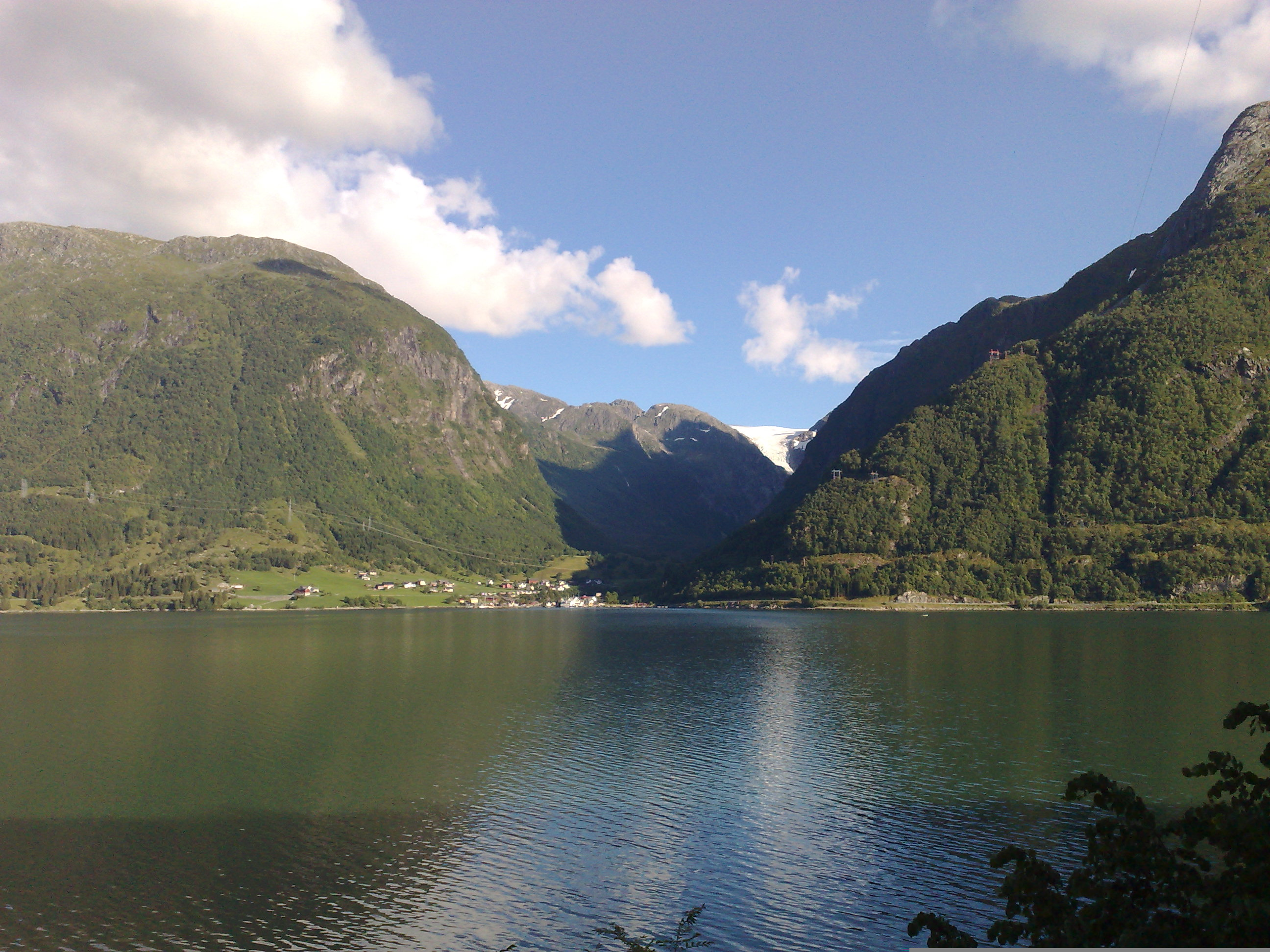
Sunndal, Hordaland i Mauranger ligger vackert till vid Hardangerfjorden.

Hordaland ligger i sydvästra Norge  med fjordar och kust mot Nordsjön. Hordaland och grannfylket Rogaland kallas ofta för Norge i miniatyr, eftersom fylkena har i princip allt när det handlar om landskap. De har höga fjäll, djupa fjordar, jordbruksmark, skog, forsar, sjöar, långa sandstränder och branta klippor m.m.
Hardangerfjorden är fylkets längsta och djupaste fjord,  179 km lång och på sina håll 800 meter djup. Nordmannslågen är Hordalands största insjö som täcker 11 km². Med sina 1 863 m ö.h är Hardangerjøkulen fylkets högsta fjäll. Osterøy är den största ön med sina 328 km², medan Fedje med sina 9 km² är fylkets minsta kommun. Modalen har minst antal invånare med endast 350, medan Bergen är Hordalands största stad och folkrikaste kommun med ca. 260 798 invånare. I areal är däremot Voss störst med 1 805 km².
Hordaland är uppdelat i fem landskap:
Sunnhordland

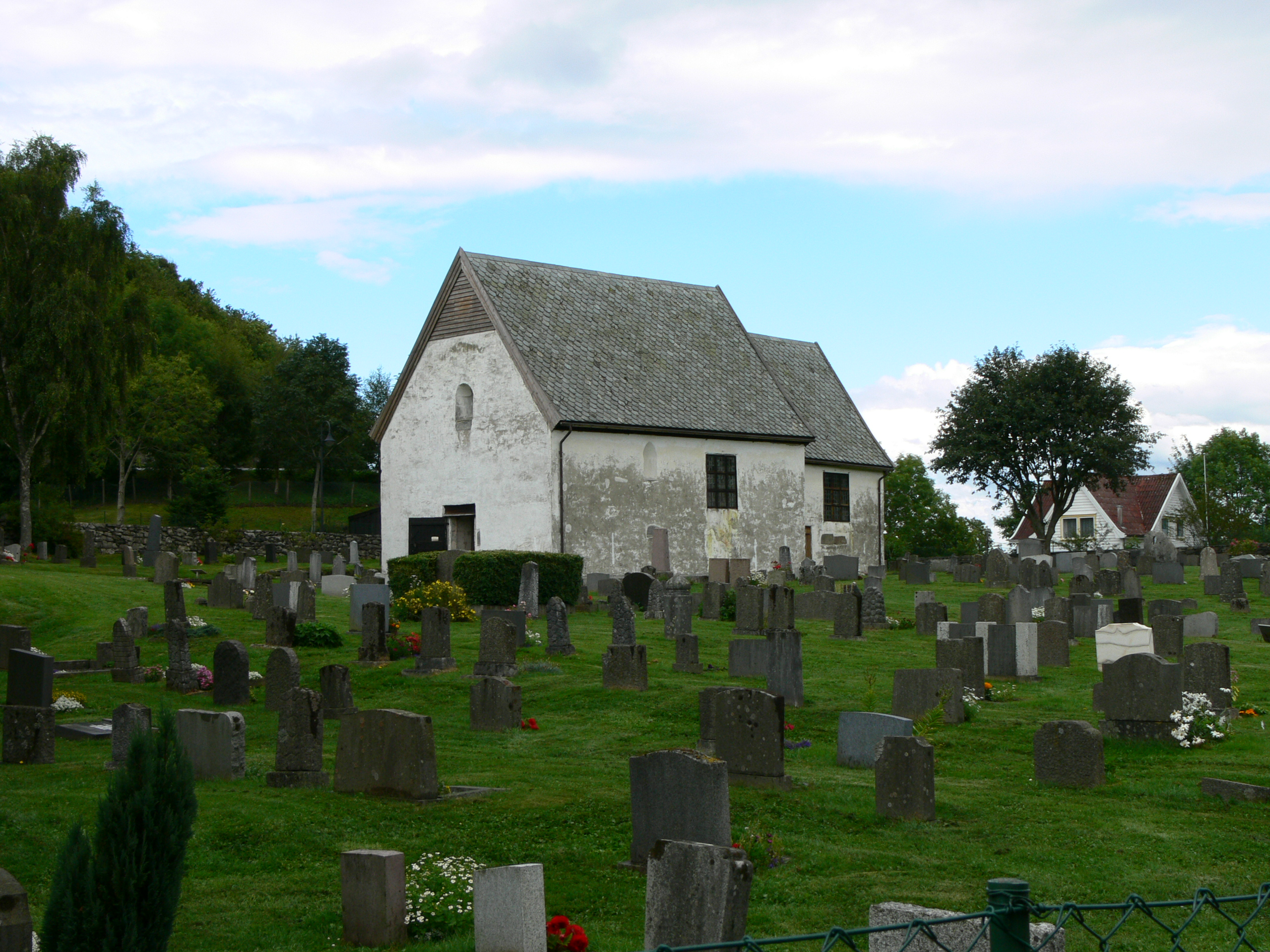
En äldre kyrka på Bømlo.

I sydligaste delen av Hordaland ligger Sunnhordland. Det är stora variationer i landskapet på gränsen till Rogaland. Här finns det höga fjäll och glaciärer, öar, tätorter och jordbruksområdet. Leirvik är den enda staden i landskapet men staden Haugesund i Rogaland ligger precis över fylkesgränsen i söder.
Hardanger
Hardanger är landskapet längs och omkring Hardangerfjorden. Området börjar i Kvinnherad i väst och följer fjorden in till tätorten Eidfjord i öst och söderut längs Sørfjorden. Landskapet omfattar kommunerna Kvam, Jondal, Granvin, Ulvik, Eidfjord, Ullensvang och Odda.
Hardanger är känt för sin dramatiska natur med fjäll, glaciärer, forsar och fjordar. Detta har under alla år lockat såväl turister som konstnärer till området. Det är också känt för sina fruktodlingar. Man tror att det var brittiska munkar som påbörjade fruktodlingen här redan på 1300-talet. I Hardanger odlas äpplen, päron, plommon och körsbär. Totalt ca 40 % av all norskodlad frukt kommer från Hardanger.
Voss
Voss är ett inlandslandskap och en knutpunkt för trafiken i hela fylket och med sina 1 805 kvadratkilometer är det det största landskapet i Hordaland. Voss Fjellheisar är en populär skidanläggning precis norr om Voss centrum. Det är Hordalands största skidanläggning, skidmöjligheterna är stora på Voss. Bergensbanen och Voss stasjon ligger vid Voss Centrum. Voss ligger vid övergången mellan kust- och inlandsklimat och har en genomsnittlig nederbörd på ca 1200 mm och under sommaren har man ungefär samma nederbördsmängd som Geilo och Oslo. Landskapet här kan påminnas om Gudbrandsdalen med mindre dalar, insjöar och älvar med en del brukad mark. Voss är dock Hordalands största och viktigaste jordbrukskommun.
Midthordland
Midthordland är präglat av storstaden Bergen och dess omgivningar. Landskapet är mycket varierat. Här finns det stora och små öar ute vid kusten. Dessa är ofta tätbefolkade och framstår som förorter till Bergen. Inåt landet är det mer fjällrikt och mer skog, något som gör att det bor betydligt färre människor här än vid kusten.
Nordhordland
Nordhordland ligger norr om Bergen och gränsar till Sognefjorden i norr. Detta var en gång ett eget distrikt med har med tiden vuxit samman med Bergen. Näringslivet i Nordhordland har traditionellt varit baserat på lantbruk, fiske och industri. I nyare tider är också oljerelaterade verksamheter blivit starkt representerade, särskilt på Mongstad. Man producerar elektricitet med vattenkraft i Masfjorden, Modalen och Vaksdal. Kommuncentret Dale i Vaksdal ligger en av landets ledande trikåvarufabrik, en näring som tidigare har varit mycket viktig för hela Hordaland.
Landskapet mot öst
Mot gränsen till grannfylkena i öst ligger det karakteristiska dal- och Hedlandskapet som sedan går över till höga fjäll. Höjderna ligger i stort sett mellan 700 och  1 000 meter över havet men det finns även toppar upp till 1 900 meter över havet. Bland bergen finns stora insjöar och det gör området lämplig för vattenkraft.
Öarna mot väst
Mot väst ligger det yttre ölandskapet, där öar och holmar ligger lågt i vattnet. Många öarna består av vulkaniska bergarter. Hordlands näst minsta kommun i befolkning, Fedje som har runt 500 invånare ligger på en liten ö utanför kusten av Nordhordland. Hordland är det enda fylket där alla kommuner gränsar mot vatten.

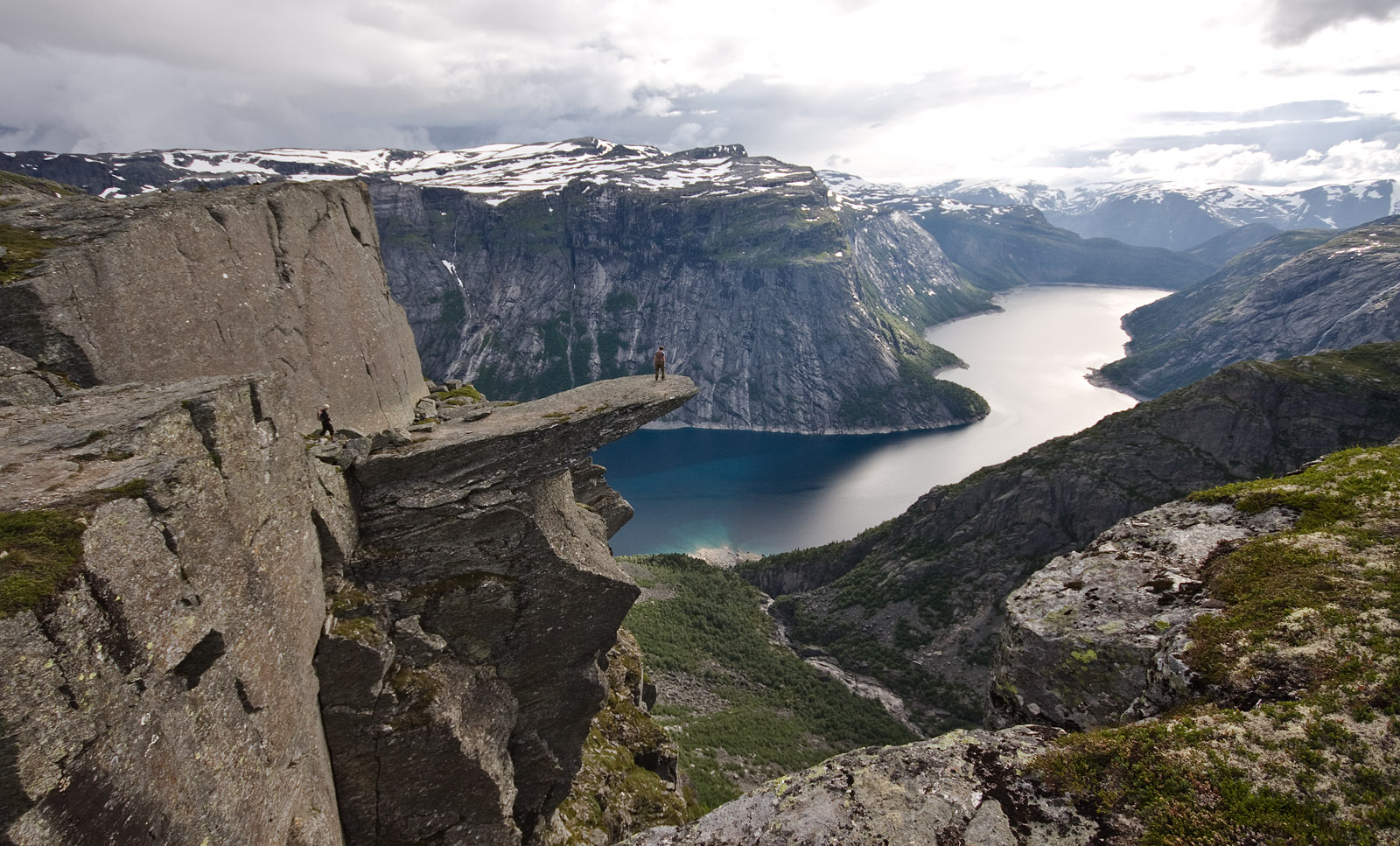
Trolltunga i Odda
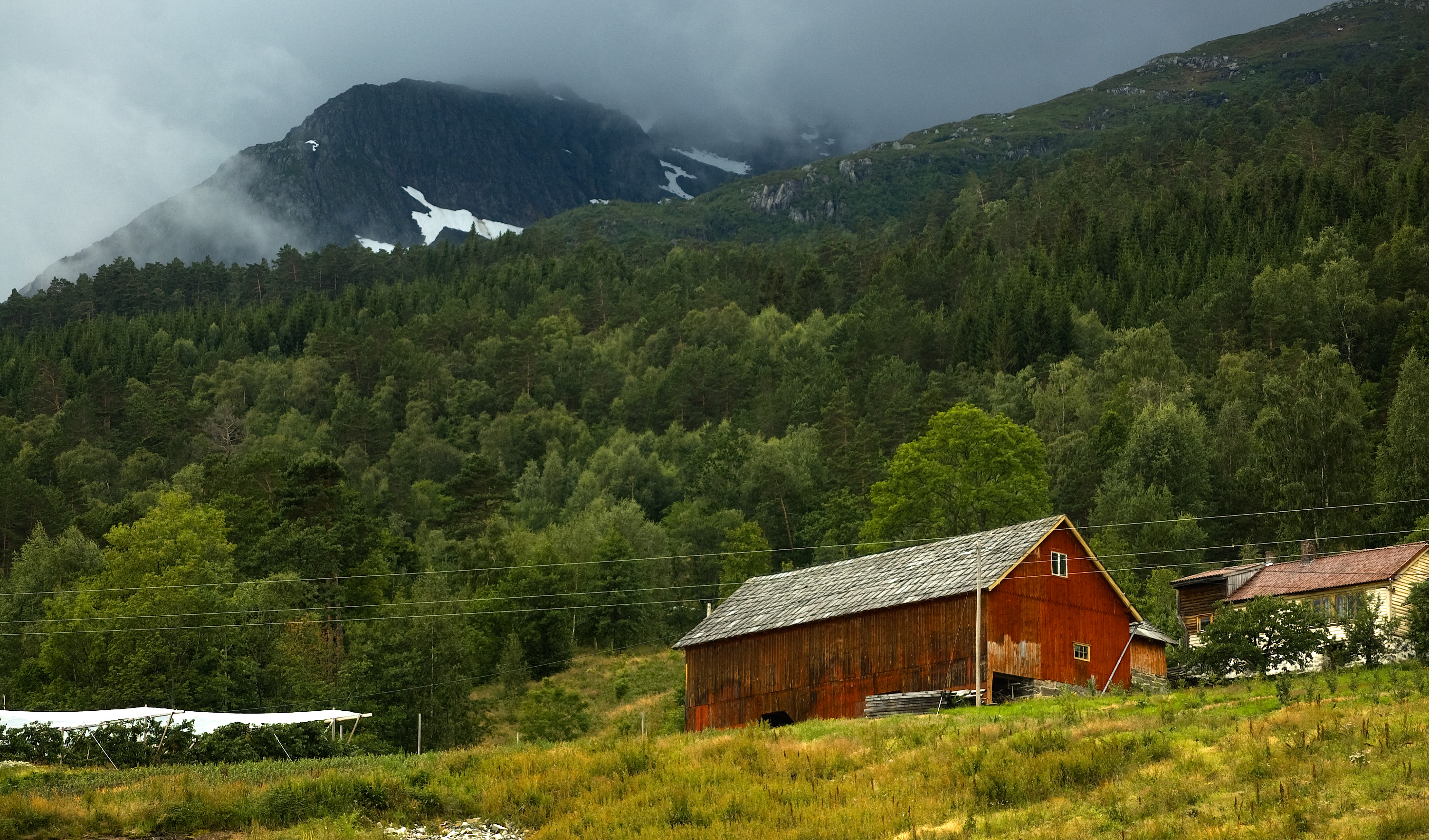
En fjällgård i Ullensvang
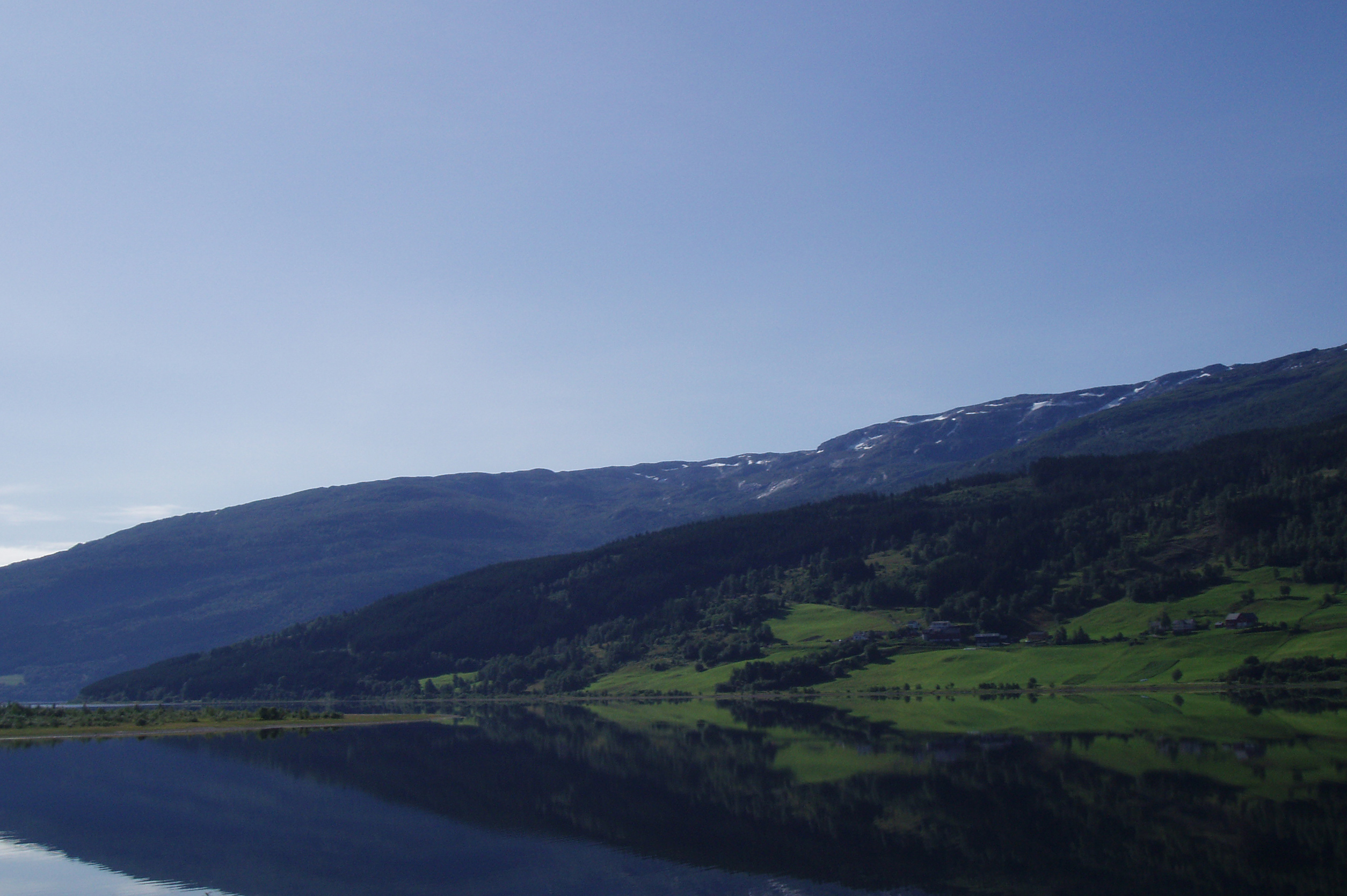
Vangsvatnet på Voss
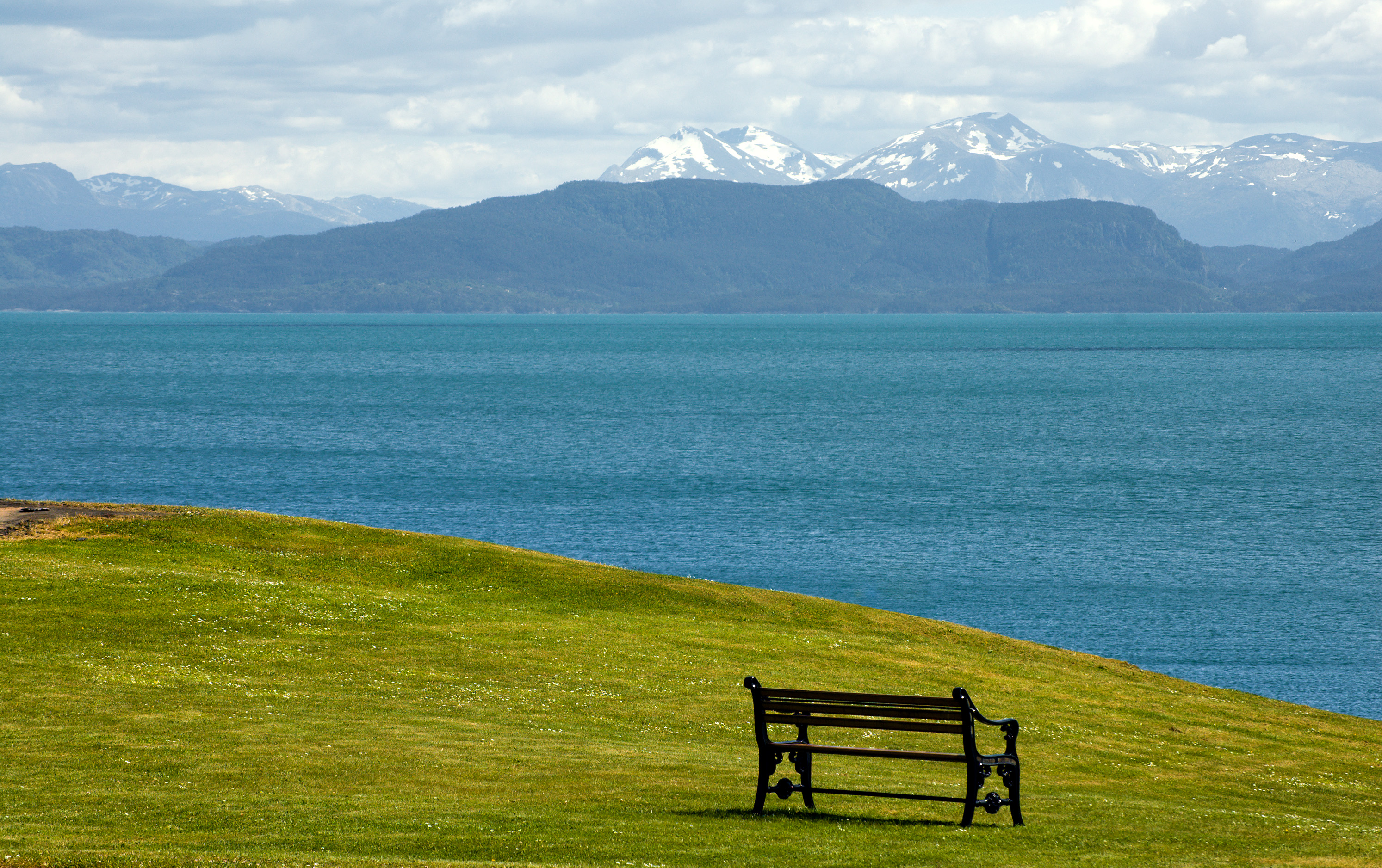
Utsikt över Bjørnafjorden sett från Solstrand i Os
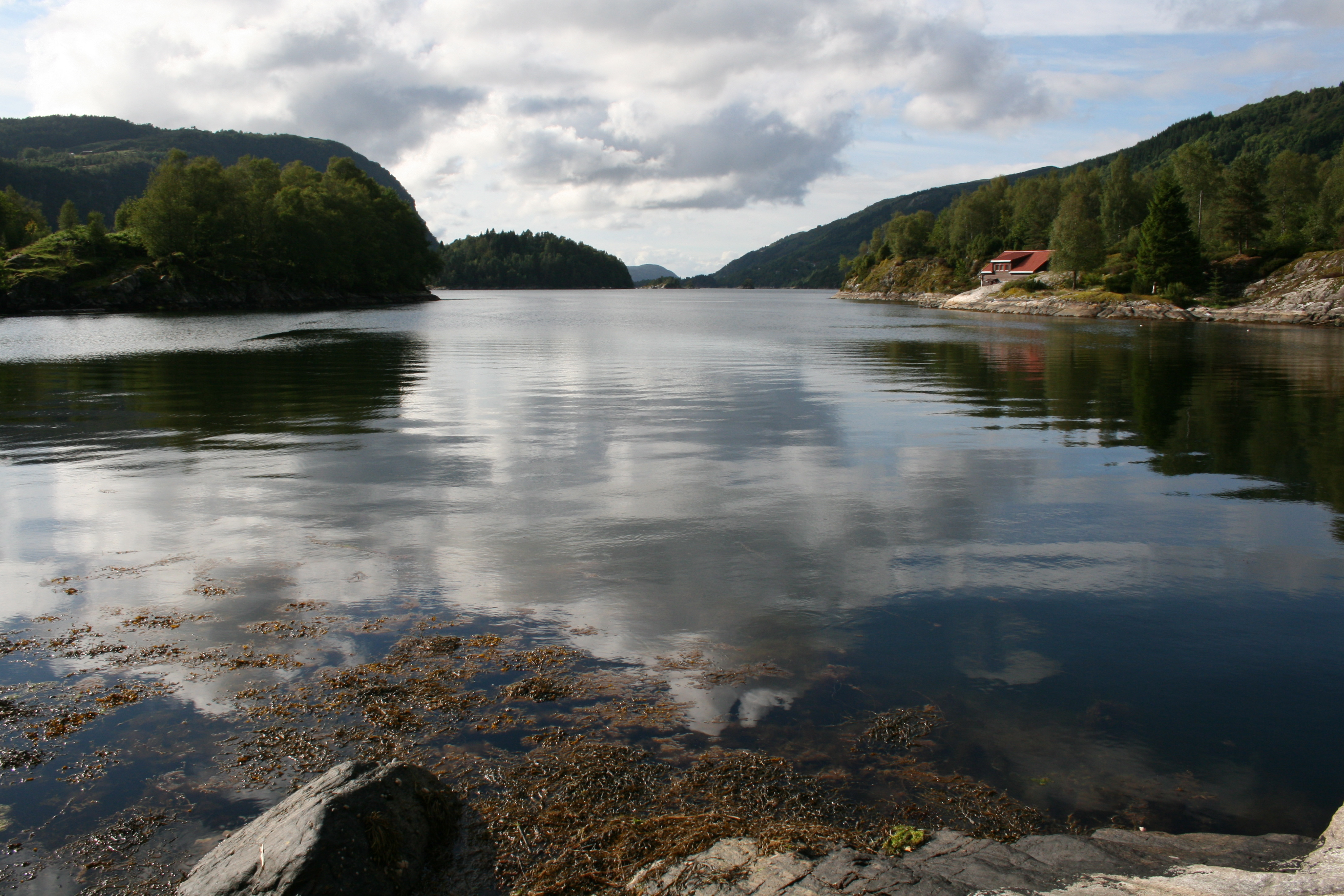
Hindenesfjorden i Lindås kommun
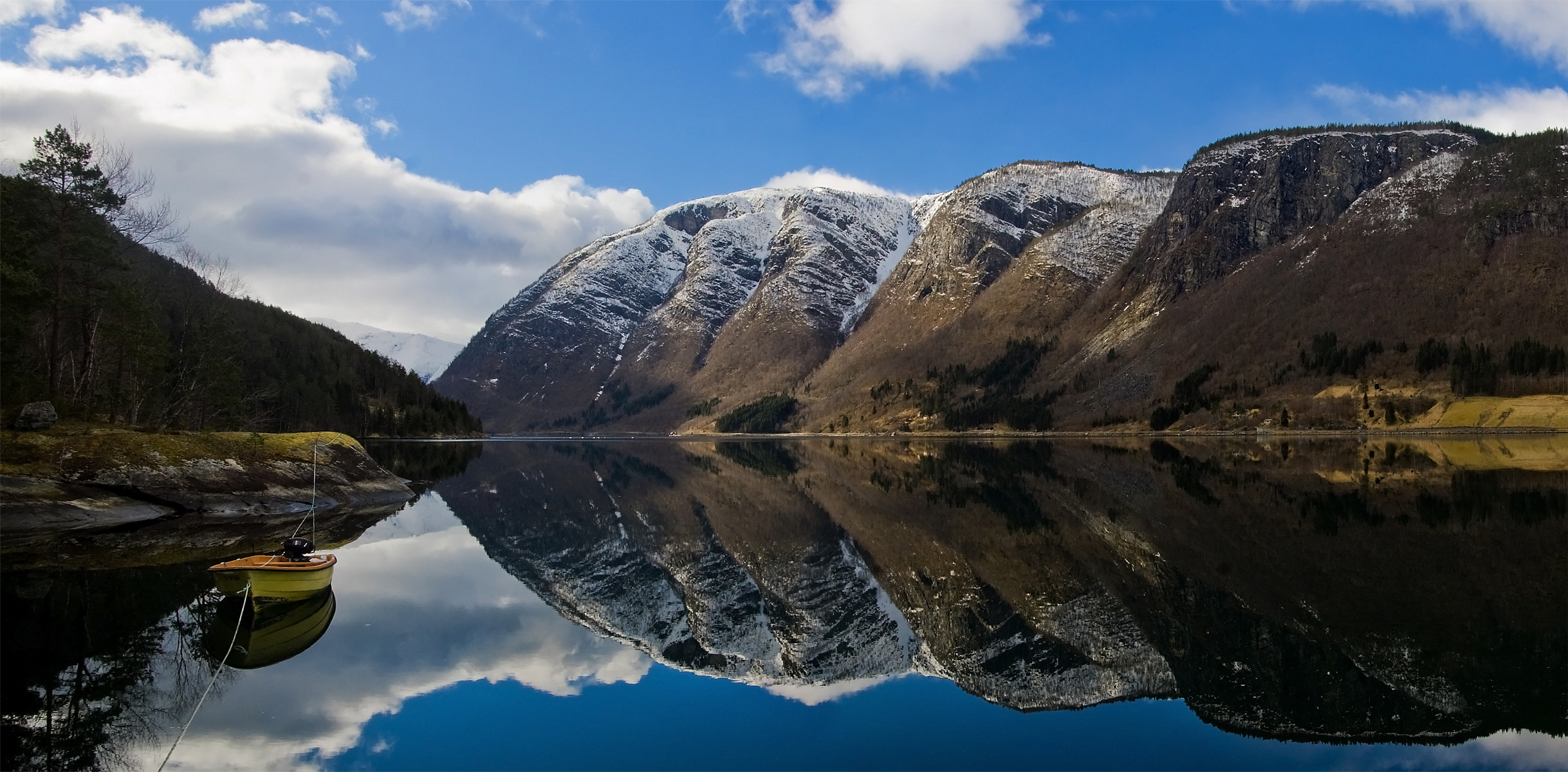
Fjällandskap i Ulvik

## Klimat
Hordaland har ett liknande klimat som de andra fylkena på Vestlandet, ett milt klimat med mycket nederbörd. Detta är följande väderrekord i Hordaland:
- Kallast : -39,6 °C (Finse, 1982)
- Varmast : 34,0 °C (Voss, 1889)
- Största dagsnederbörd: 229,6 mm (Indre Matre, 1940)
- Största månadsnederbörd: 1150 mm (Masfjorden, 1989)
- Minsta månadsnederbörd: 0 mm (Tyssedal, 1986)

## Historia

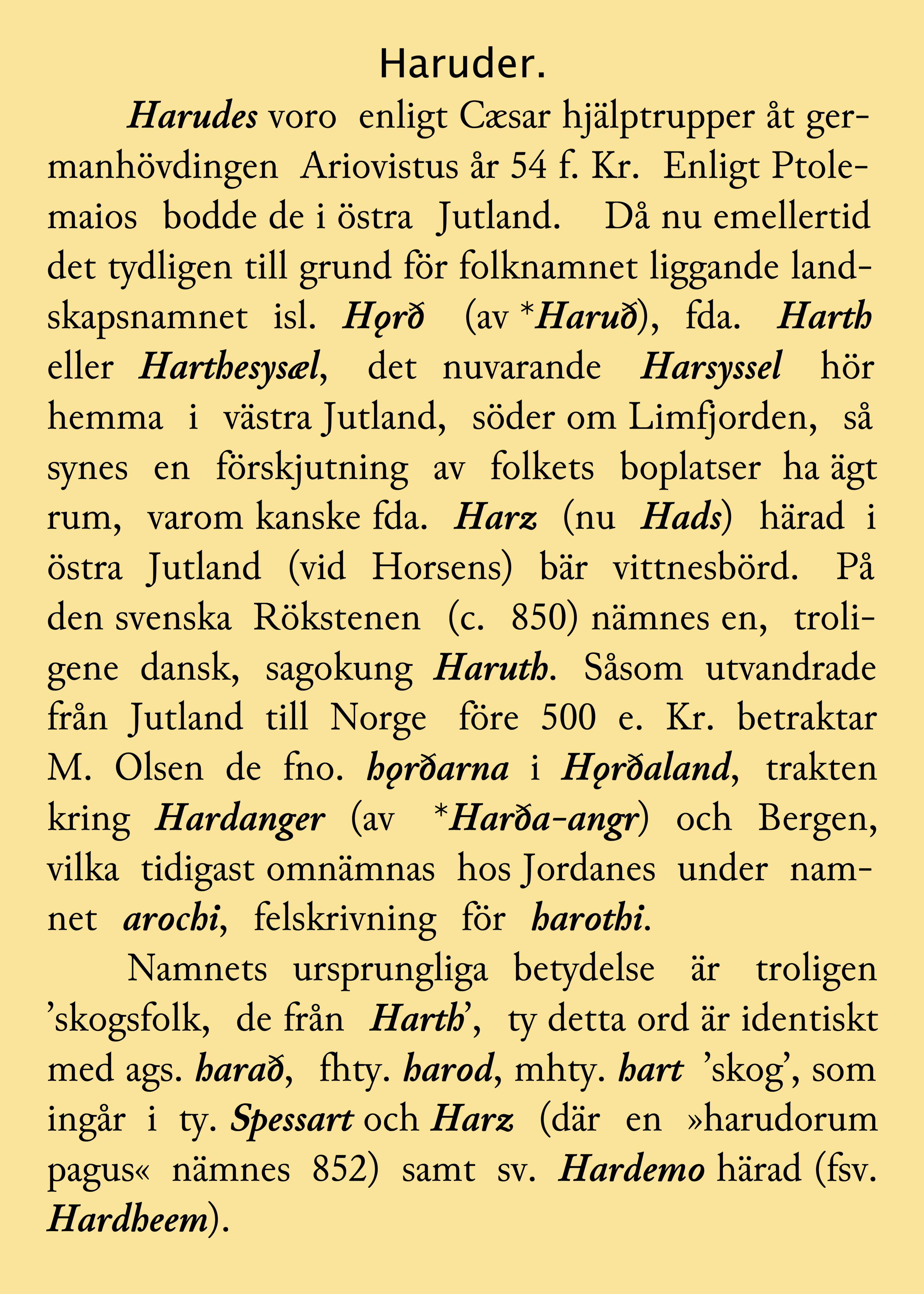
Den kända svenska filologen Adolf Noreen (1854-1925) förklarar ursprunget till namnet Horder.

Innan Harald Hårfagres enande av Norge under 800-talet var Hordaland (Fornnordiska:Hǫrðaland) ett eget småkungadöme och efter enandet tillbringade de norska kungarna mycket tid på kungsgårdarna i fylket innan "riktiga städer" hade uppstått. Bergen grundades 1070 av kung Olav Kyrre vid kungsgården Alrekstad som han då regerade ifrån. Staden blev senare huvudstad i hela Norgesväldet fram tills 1314 då Oslo blev huvudstad och var från 1350 till ca 1750 i samarbete med Hansan.
Gulatingslagen vid Eivindvik i Gulen som då var en del Hordaland var det enda och första stora lagting i Norge runt år 900. Och efter dennes mönster öppnades liknande ting såsom Alltinget på Island, Frostatingslagen i Trøndelag, Eidsivatingslagen i Oplandene och Borgartinget i Viken. Gulatinget omfattad först bara Firdafylke, Sygnafylke och Hordafylke, senare även Sunnmærafylke, Rygjafylke, Egðafylke, Valdres och Haddigjadalr. Gulatinget flyttade ifrån Gulen till Bergen år 1300.
1503 blev landet indelat i fyra huvudlän, och Hordaland blev en del av Bergenhus län som omfattade Vestlandet och Nordnorge, med Bergen som administrationscenter.
1662 avlöstes länen och blev amt och Hordaland ingick i Bergans amt (upprättat 1669) som omfattade dagens Hordaland, Sogn og Fjordane och Sunnmøre.
1681 upprättades Bergenhus amt som ett eget underliggande amt i Bergen amt, och Hordaland blev då en del av detta.
1682 blev Vardøhus amt (Finnmarken) inlemmat i Nordlandenes amt och därmed också underlagt Bergenhus amt, men redan 1685 uteslöts Vardøhus amt.
1689 blev Sunnmøre överfört till Romsdals amt, men fortsatt underlagt Bergen amt.
1763 delades den resterande delen av Bergenhus amt i Søndre Bergenhus amt och Nordre Bergenhus amt. Södra Bergenhus amt införlivades i Hordaland, medan Norra Bergenhus amt införlivades i de två fylkena Sygnafylke och Firdafylke.
1773 blev de delar av dagens Gulens kommun som ligger söder om Dingeneset overfört till norra Bergenhus amt, ett område som omfattar den tidigare tingsplatsen för Gulatinget
1789 överfördes dagens Troms fylke från Nordlandenes amt till Finmarkens amt.
1831 uteslöts Bergen amt från Søndre Bergenhus amt och fick bli ett eget, Bergen amt.
1915 inlemmades Årstad och Gyldenpris in i Bergen.
1919 döptes Søndre Bergenhus amt om till Hordaland fylke och Norra Bergenhus amt döptes om till Sogn og Fjordane fylke.
1972 inlemmades kommunerna Arna, Fana, Laksevåg och Åsane in i Bergens kommun och staden blev samtidigt en del av Hordaland fylke.
2002 överfördes Ølens kommun i Sunnhordland till Rogaland fylke.
Hordaland har således under historiens gång genomgått stora administrativa ändringar men dagens Hordaland är nästan identiskt med hur det såg ut 1 000 år sedan om man bortser från förlusten av Gulens och Ølens kommuner.

## Namn och symboler

Hordalands fylkesvapen.

Namnet «Hordaland» kommer av folket Hǫrðar (Ett germanskt folkslag, se Haruder). Hǫrðar kommer av Urgermanska haruðóz som betyder 'krigare och skog'. Horderna kom till Vestlandet och bosatte sig mest på Bergenshalvøyen. Namn som Hordabø, Hordnes, Hordvik och Hardanger («hordenes fjord») kommer av detta folkslag, och Hordaland betyder därför «hordernas land».
Symbolen i Hordalands fylkesvapen är två krysslagda yxor med en guldkrona över med röd bakgrund, baserat på ett sigill hittat efter Olavsgildet på Onarheim i Tysnes kommun. 
- Fylkesblomma för Hordaland är Jordviva.
- Fylkessten för Hordaland är Koronitt.
- Fylkesfågel för Hordaland är Vitryggig hackspett.

Läs mer om dessa här (På norska): Fylkesfugl, fylkesblomst og fylkesstein

## Demografi

Befolkningsutveckling 1769-2001:
Ökat mer än landsgenomsnittet
Ökat under landsgenomsnittet Befolkningen har ökat i hela fylket men få kommuner har ökat mer än landsgenomsnittet, trots att fylket har ökat mer än landsgenomsnittet.

Befolkningsutveckling 2001-2009:
Ökat mer än landsgenomsnittet
Ökat under landsgenomsnittet
Minskning i invånare Hordalands befolkning ökar fortfarande snabbare än landsgenomsnittet men många kommuners befolknings minskar.

Bergen var ett eget fylke fram till 1972, men det som är dagens Hordaland var Norges mest folkrika fylke fram till 1890 då Oslo fick fler invånare. Akershus fylke passerade Hordaland 1987 som sedan dess varit Norges tredje mest folkrika fylke.
Hordaland hade 9,8 % av Norges befolkning och 37,7 % av befolkningen på Vestlandet 2009. Bergen kommun har själv hela 53,7 % av befolkningen i fylket, Nordhordland har 9,0 %, och Midthordland utanför Bergen 17,7 %. Bergen och närområden har därmed hela 80,3 % av befolkningen, Sunnhordland har 11,9 %, Hardanger 4,8 % och Voss 2,9 %.
Under perioden 2001-2009 ökade befolkningen i fylket med ca 1,0 % per år, mot 0,82 % för resten av landet och 0,86 % för Vestlandet. Hordalands andel av både Norges och Vestlandets befolkning ökar därmed fortfarande. Hordaland har under perioden passerat Nord-Norge i invånare.
Tabellen visar befolkningsutvecklingen i Hordaland under perioden 1769-2001 och en prognos för befolkningsutvecklingen fram till 2030.
| Landskap     | 1769   | 1801   | 1855    | 1900    | 1955    | 2001    | 2030    |
| ------------ | ------ | ------ | ------- | ------- | ------- | ------- | ------- |
| Nordhordland | 10 337 | 11 808 | 19 935  | 28 432  | 31 369  | 39 369  | 50 701  |
| Midthordland | 27 388 | 34 474 | 54 087  | 118 608 | 200 083 | 306 029 | 434 412 |
| Sunnhordland | 11 845 | 14 861 | 27 697  | 29 594  | 36 984  | 54 629  | 62 771  |
| Hardanger    | 8 570  | 10 030 | 16 062  | 17 653  | 26 706  | 23 706  | 21 685  |
| Voss         | 5 617  | 6 743  | 9 127   | 11 484  | 12 412  | 13 755  | 14 627  |
| Hordaland    | 63 757 | 77 916 | 126 908 | 205 771 | 308 164 | 437 766 | 584 196 |

### Befolkningsgrupper i Hordaland
- Folk från Bergen kallas för bergensere.[8]
- Folk från Nordhordland och Midthordland kallas för striler.
- Folk från Sunnhordland kallas för sunnhordlendinger.
- Folk från Hardanger kallas för hardinger (uttalas haringer).
- Folk från Voss kallas för vossinger.

### Migration
Av befolkningen i Hordaland är det 431 858 etniska norrmän medan 37 823 (8,05%) har utländsk bakgrund, alltså född i utlandet eller har två föräldrar födda i utlandet. Enbart fylkena Oslo, Akershus och Rogaland har fler invandrare än Hordaland medan endast Akershus har fler etniska norrmän. I Oslo bor det till exempel 423 326 etniska norrmän och 152 149 (26,44) invandrare.
Tabell på antalet icke-västliga invandrare i Hordaland och deras ursprungsland 2008:
| Irak                | 1 725 | 0,4% |
| Vietnam             | 1 439 | 0,3% |
| Chile               | 1 382 | 0,3% |
| Sri Lanka           | 1 116 | 0,2% |
| Bosnien-Hercegovina | 1 082 | 0,2% |
| Polen               | 1 008 | 0,2% |
| Somalia             | 847   | 0,2% |
| Iran                | 725   | 0,2% |
| Ryssland            | 704   | 0,1% |
| Turkiet             | 637   | 0,1% |
| Filippinerna        | 632   | 0,1% |
| Serbien             | 539   | 0,1% |
| Turkiet             | 431   | 0,1% |
| Pakistan            | 408   | 0,1% |
| Afghanistan         | 402   | 0,1% |

## Kommuner
Hordaland har 33 kommuner.
| Nr     | Namn               | Folkmängd | Areal (km²) | Distrikt     |
| ------ | ------------------ | --------- | ----------- | ------------ |
| 1      | Askøy kommun       | 28 821    | 101,1       | Midthordland |
| 2      | Austevolls kommun  | 5 156     | 117,22      | Midthordland |
| 3      | Austrheims kommun  | 2 884     | 57,55       | Nordhordland |
| 4      | Bergens kommun     | 278 556   | 464,77      | Midthordland |
| 5      | Bømlo kommun       | 11 806    | 246,13      | Sunnhordland |
| 6      | Eidfjords kommun   | 921       | 1 491,59    | Hardanger    |
| 7      | Etne kommun        | 4 135     | 735,48      | Sunnhordland |
| 8      | Fedje kommun       | 587       | 9,28        | Nordhordland |
| 9      | Fitjars kommun     | 3 189     | 142,46      | Sunnhordland |
| 10     | Fjells kommun      | 25 204    | 148,11      | Midthordland |
| 11     | Fusa kommun        | 3 895     | 377,94      | Midthordland |
| 12     | Granvins kommun    | 933       | 212,52      | Hardanger    |
| 13     | Jondals kommun     | 1 108     | 247,05      | Hardanger    |
| 14     | Kvams kommun       | 13 241    | 1 090,97    | Hardanger    |
| 15     | Kvinnherads kommun | 13 241    | 1 090,97    | Sunnhordland |
| 16     | Lindås kommun      | 15 731    | 475,06      | Nordhordland |
| 17     | Masfjordens kommun | 1 710     | 556,07      | Nordhordland |
| 18     | Melands kommun     | 8 021     | 92,58       | Nordhordland |
| 19     | Modalens kommun    | 383       | 412         | Nordhordland |
| 20     | Odda kommun        | 7 025     | 1 615,94    | Hardanger    |
| 21     | Os kommun          | 20 152    | 139,78      | Midthordland |
| 22     | Osterøy kommun     | 8 026     | 255,17      | Nordhordland |
| 23     | Øygardens kommun   | 4 913     | 66,74       | Nordhordland |
| 24     | Radøy kommun       | 5 128     | 111,44      | Nordhordland |
| 25     | Samnangers kommun  | 2 488     | 269,15      | Midthordland |
| 26     | Stords kommun      | 18 821    | 143,69      | Sunnhordland |
| 27     | Sunds kommun       | 7 058     | 99,65       | Midthordland |
| 28     | Sveio kommun       | 5 656     | 245,75      | Sunnhordland |
| 29     | Tysnes kommun      | 2 847     | 255,12      | Sunnhordland |
| 30     | Ullensvangs kommun | 3 377     | 1 398,89    | Hardanger    |
| 31     | Ulviks kommun      | 1 131     | 720,78      | Hardanger    |
| 32     | Vaksdals kommun    | 4 123     | 715,65      | Nordhordland |
| 33     | Voss kommun        | 14 514    | 1 805,85    | Voss         |
| Totalt | Hordaland fylke    | 519 963   | 15 440,42   | Hordaland    |

## Fylkets tätorter kommunvis

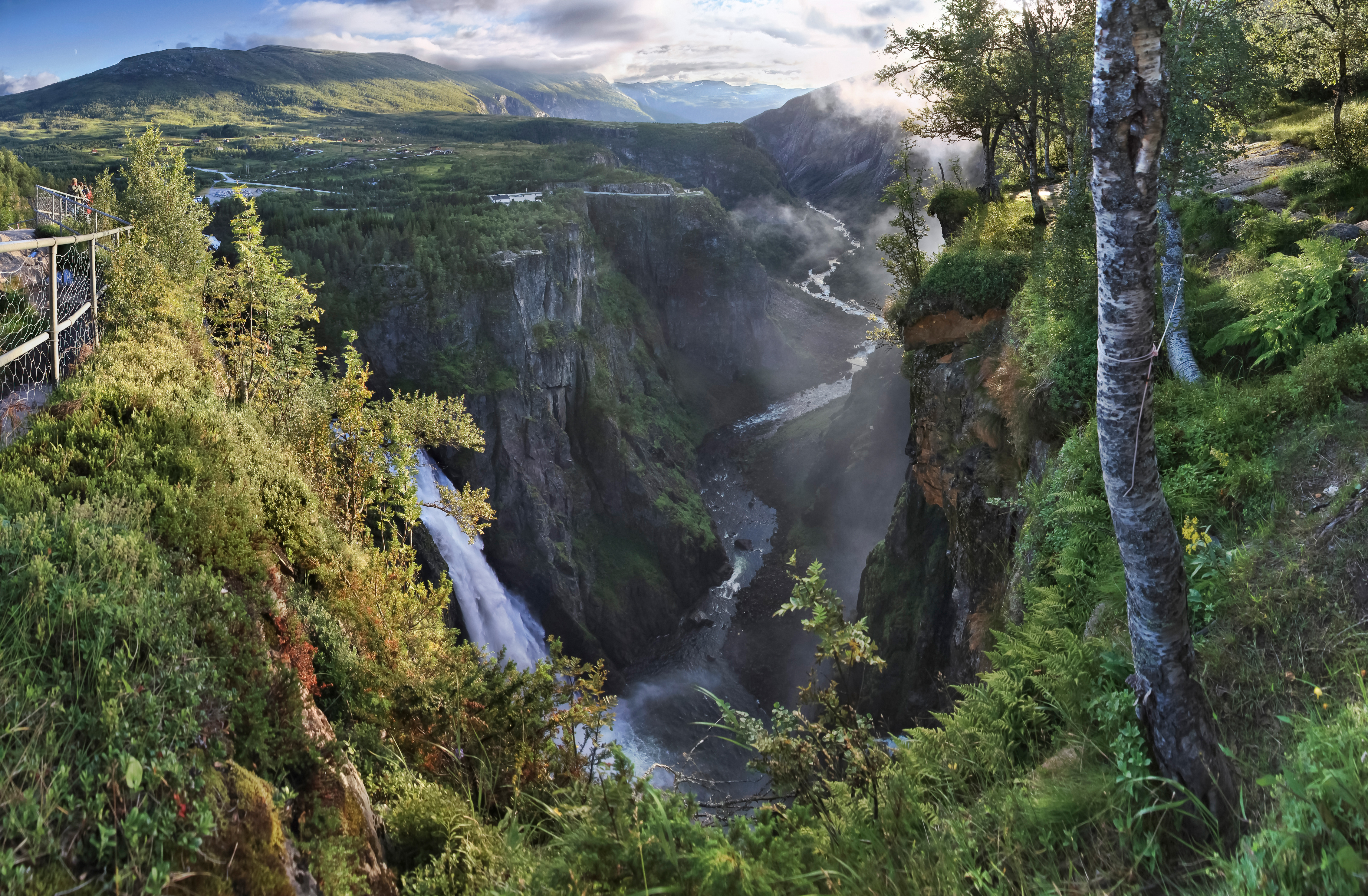
Måbødalen i Eidfjords kommun

| Askøy - Askøy Austevolls kommun - Bekkjarvik - Storebø Austrheims kommun - Kaland - Årås Bergens kommun - Bergen - Espeland - Fanahammaren - Flesland - Hylkje - Indre Arna - Krokeidet - Nordvik Mindre del i Os kommun - Ytre Arna Bømlo kommun - Foldrøy - Langevåg - Melandsvågen - Mosterhamn - Rubbestadneset - Svortland Eidfjords kommun - Eidfjord Etne kommun - Etne - Skånevik Fedje kommun - Fedje Fitjars kommun - Fitjar Fjells kommun - Fjell - Knappskog - Knarrevik/Straume - Li - Misje - Skoge/Møvik - Solsvik - Vindenes - Ågotnes Fusa kommun - Eikelandsosen Granvins kommun - Granvin Jondals kommun - Tätorter saknas Kvams kommun - Norheimsund - Ploganes - Øystese - Ålvik Kvinnherads kommun - Dimmelsvik - Herøysund - Husnes - Rosendal - Seimsfoss - Sunde - Sæbøvik - Uskedal Lindås kommun - Leknes - Knarvik - Lindås | Masfjordens kommun - Tätorter saknas Melands kommun - Frekhaug - Holme - Krossneset Modalens kommun - Tätorter saknas Odda kommun - Odda - Skare, Norge - Røldal - Tyssedal Os kommun - Hagavik - Nordvik Huvuddelen i Bergens kommun - Osøyro - Søfteland - Søre Øyane - Søvik Osterøy kommun - Fotlandsvåg - Hausvik - Lonevåg - Valestrandfossen Radøy kommun - Austmarka - Haugland - Manger Samnangers kommun - Haga Stords kommun - Leirvik - Sagvåg - Valvatna Sunds kommun - Hammarsland - Klokkarvik - Tælavåg Sveio kommun - Førde - Sveio Tysnes kommun - Våge Ullensvangs kommun - Kinsarvik - Lofthus Ulviks kommun - Ulvik Vaksdals kommun - Dale - Stanghelle - Vaksdal Voss kommun - Mønshaugen-Bjørgum - Skulstadmoen - Vossavangen Øygardens kommun - Tätorter saknas |

## Näringsliv
Hordaland har ett mångsidigt näringsliv med ett stort antal olika branscher och verksamheter. Med ca 29 000 sysselsatta i industrin  är Hordaland fylket med näst flest sysselsatta i industrin i Norge. Endast grannfylket, Rogaland, har fler sysselsatta i industrin.
Majoriteten av industriverksamheten består av små eller mellanstora företag som ofta har långa traditioner på exportmarknaden. Industrin handlar om allt ifrån att sticka kläder till att bygga fjärrstyrda ubåtar och till att bygga de största oljeplattformarna i världen.
Hordaland har tillgång till stora energiresurser vilket har varit grunden till att det finns så många viktiga verksamheter i fylket.
Viktiga industriområden är Bergen, Stord, Odda, Husnes, Ålvik, Øygarden och Mongstad. Flera större oljebolag är baserade i Bergen. På ön Stord i Sunnhordland finns verksamheter som bygger och utrustar olje- och gasriggar. Hordaland Olje og Gass (HOG) är det största Petroleumbolaget i Hordaland.
Skeppsvarvet på Hordaland bygger båtar till fiske och handel, olje- och gasverksamhet och transport och passagerarmarknaden. Hordaland är tyngdpunkten för den nationella marina aktiviteten inom forskning och näringsutveckling. Bergens hamn är Europas tredje största hamn med ett tonnage på över 100 miljoner ton per år och står för över 50% av all frakttransport i Norge och är dessutom en av Europas största ankomsthamn för kryssningsfartyg.
Stora mängder frukt med hög kvalité skördas varje år från ca 500 000 träd i fylket. Hordaland är Norges viktigaste fruktfylke, där man producerar mer än 1/3 av alla äpplen och päronen och 70% av alla körsbär och plommon i Norge. Jordbruket i Hordaland kännetecknas av små gårdar med liten yta brukad jord. Hordaland har i genomsnitt den minsta jordbruksarealen i Norge. Det finns dessutom många får och kor i fylket.
Fisket har minskat i betydelse för fylket men är fortfarande en av de viktigaste näringarna. Hordaland har en stor och effektiv fiskeflotta och många av båtarna finns i Austevoll. Det mesta av all fisk som fiskas i Hordaland säljs till områden utanför fylket.
Turism är en annan viktig näring, särskilt i Bergen, Voss och Hardangerområdet. Hordaland är det näst mest populära resmålet i Norge under sommarhalvåret. Vackra fjäll och utvecklade skidanläggningar har gjort Voss till en av de mest kända skidorterna i Norge.

## Politik

### Fylkestingsvalet 2011
Tabellen visar valresultatet i fylkestingsvalet 2011 i olika områden i fylket. Kolumnen "andel" anger områdets procentandel av fylkets totala röster. Observera: Midthordland = Austevoll, Fusa, Os och Samnanger kommun. Vesthordland = Askøy, Fjell, Sund och Øygarden kommun.
| Område        | Ap   | Frp  | Høyre | KrF  | Sp   | SV  | Venstre | Rødt | MDG | Andre | Andel | Flertall    |
| ------------- | ---- | ---- | ----- | ---- | ---- | --- | ------- | ---- | --- | ----- | ----- | ----------- |
| Arna          | 35,1 | 13,7 | 27,1  | 9,0  | 2,4  | 3,5 | 4,5     | 1,5  | 1,2 | 2,0   | 2,6   | H+V+KrF+FrP |
| Åsane         | 31,9 | 13,2 | 33,1  | 6,9  | 1,9  | 3,6 | 4,9     | 1,7  | 1,2 | 1,6   | 8,3   | H+V+KrF+FrP |
| Bergenhus     | 27,7 | 7,2  | 29,4  | 4,3  | 1,6  | 8,1 | 10,6    | 4,3  | 3,9 | 3,0   | 8,4   | H+V+KrF+FrP |
| Årstad        | 31,1 | 8,2  | 25,5  | 7,3  | 1,8  | 7,2 | 9,6     | 3,1  | 3,0 | 3,3   | 7,2   | H+V+KrF+FrP |
| Fyllingsdalen | 31,9 | 12,3 | 34,2  | 6,1  | 1,1  | 3,9 | 5,9     | 1,5  | 1,2 | 1,9   | 6,2   | H+V+KrF+FrP |
| Laksevåg      | 33,0 | 14,7 | 32,3  | 4,9  | 1,4  | 3,5 | 4,8     | 1,8  | 1,3 | 2,3   | 7,4   | H+V+KrF+FrP |
| Ytrebygda     | 25,9 | 12,3 | 42,0  | 6,2  | 1,6  | 2,8 | 5,6     | 1,0  | 1,1 | 1,5   | 5,3   | H+V+KrF+FrP |
| Fana          | 26,0 | 10,6 | 39,4  | 6,1  | 2,1  | 3,6 | 6,8     | 1,5  | 1,8 | 2,0   | 7,8   | H+V+KrF+FrP |
| Nordhordland  | 26,1 | 15,5 | 22,3  | 14,2 | 10,7 | 2,5 | 4,6     | 1,1  | 1,5 | 1,6   | 8,9   | H+V+KrF+FrP |
| Vesthordland  | 26,6 | 18,3 | 32,1  | 9,4  | 2,0  | 3,0 | 4,2     | 1,0  | 1,0 | 2,4   | 11,6  | H+V+KrF+FrP |
| Midthordland  | 22,3 | 32,0 | 20,9  | 7,7  | 6,6  | 2,1 | 4,7     | 0,8  | 1,5 | 1,3   | 5,8   | H+V+KrF+FrP |
| Sunnhordland  | 23,8 | 17,1 | 21,4  | 12,6 | 11,7 | 3,1 | 5,4     | 1,2  | 0,8 | 2,8   | 10,9  | H+V+KrF+FrP |
| Hardanger     | 24,6 | 9,3  | 16,6  | 8,6  | 18,9 | 3,4 | 10,7    | 4,4  | 1,3 | 2,2   | 4,7   | Ap+SV+Sp+R  |
| Voss          | 28,6 | 9,1  | 20,3  | 5,8  | 15,7 | 5,1 | 10,2    | 2,6  | 1,2 | 1,5   | 2,8   | Ap+SV+Sp+R  |
| Hordaland     | 27,8 | 14,0 | 28,8  | 8,1  | 5,1  | 4,0 | 6,5     | 1,9  | 1,6 | 2,2   | 100   | H+V+KrF+FrP |
| Norge         | 33,2 | 11,8 | 27,6  | 5,8  | 6,3  | 4,3 | 5,7     | 1,7  | 1,3 | 2,4   | -     | H+V+KrF+FrP |

Källa (På norska): Regjeringen: Fylkestingsvalget 2011 Hordaland

### Fylkestinget 2011-2015
Tom-Christer Nilsen (H) från Askøy är fylkets ordförare och Mona Haugland Hellesnes (V) från Ulvik är fylkes viceordförande. De är valda med stöd från Høyre, Fremskrittspartiet, Kristelig Folkeparti och Venstre.
Fylkestinget består av 57 folkvalda representanter som i perioden 2011-2015 fördelar sig enligt tabellen:

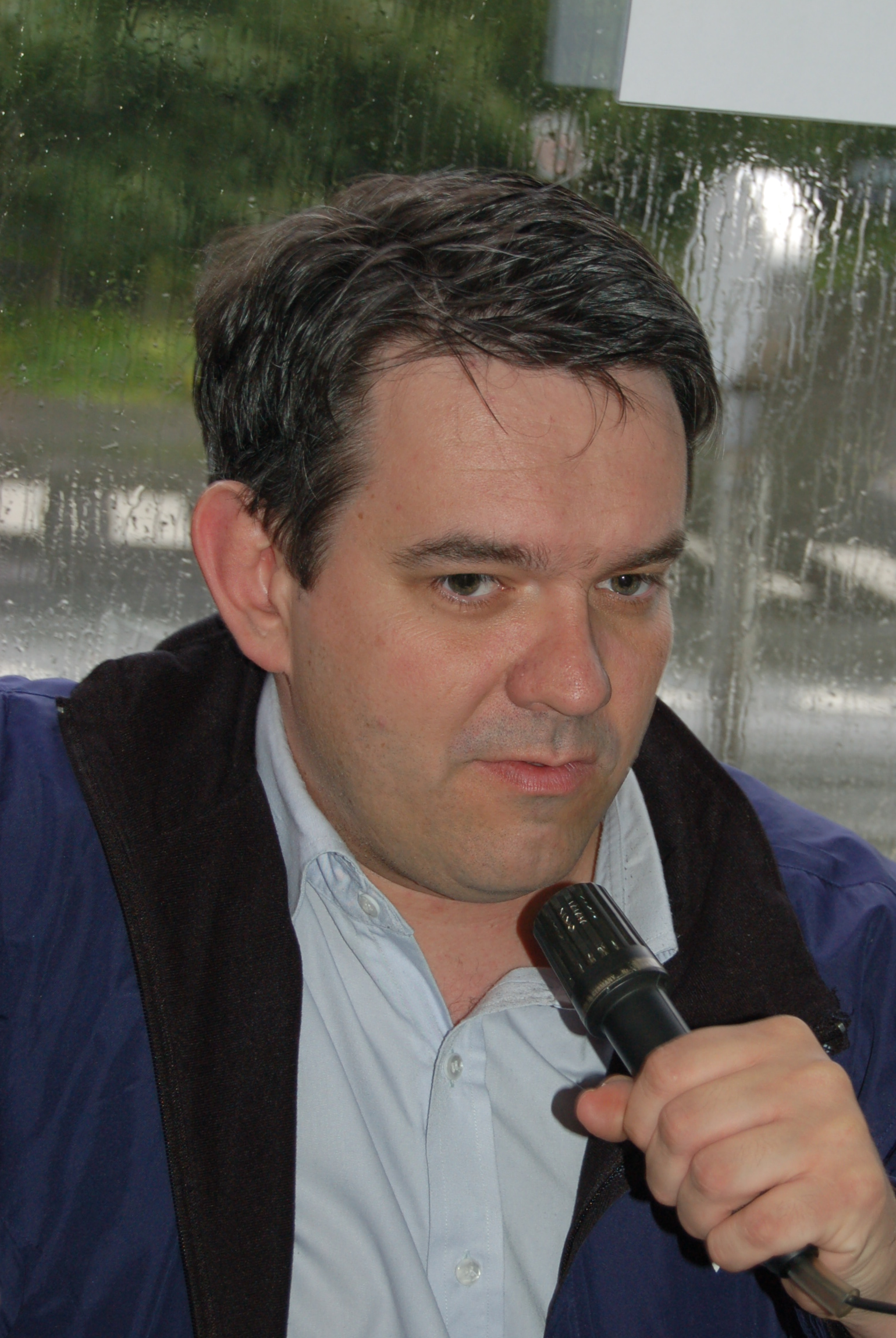
Fylketsordförare Tom-Christer Nilsen

| Parti:                    | Representanter: |
| ------------------------- | --------------- |
| Høyre                     | 17              |
| Arbeiderpartiet           | 16              |
| Fremskrittspartiet        | 8               |
| Kristelig Folkeparti      | 5               |
| Venstre                   | 4               |
| Senterpartiet             | 3               |
| Sosialistisk Venstreparti | 2               |
| Rødt                      | 1               |
| Miljøpartiet De Grønne    | 1               |

### Stortingsvalet 2009
I tabellen nedan framgår valresultatet för varje enskilt parti fördelat på stadsdelar i Bergen och landsdelarna i Hordaland vid Stortingsvalet 2009. Bergen nordre omfattar stadsdelarna Arna och Åsane, Bergen midtre stadsdelarna Bergenhus och Årstad, Bergen vestre stadsdelarna Laksevåg och Fyllingsdalen, och Bergen søndre stadsdelarna Fana och Ytrebygda, medan Midthordland omfattar kommunerna i landskapet utanför Bergen, Nordhordland omfattar kommunerna i Nordhordland, Sunnhordland i Sunnhordland, och Hardanger och Voss i Hardanger och Voss. Kolumnen Andel till höger anger områdets andel av fylkets totala väljarkår.

Stortingsvalet 2009
Kommuner med borgerlig majoritet
Kommuner med rödgrön majoritet Hordaland hade en borgerlig majoritet med en övervikt på 17,7%.

| Område         | Ap   | Frp  | Høyre | KrF  | Sp   | SV   | Venstre | Rødt | Andra | Andel |
| -------------- | ---- | ---- | ----- | ---- | ---- | ---- | ------- | ---- | ----- | ----- |
| Bergen nordre  | 34,2 | 22,8 | 20,6  | 6,5  | 3,4  | 5,2  | 3,8     | 2,4  | 1,2   | 11,1  |
| Bergen midtre  | 30,5 | 14,9 | 20,5  | 5,4  | 2,9  | 11,2 | 7,5     | 5,5  | 1,7   | 16,1  |
| Bergen vestre  | 34,4 | 23,8 | 21,6  | 4,8  | 2,2  | 5,2  | 4,1     | 2,6  | 1,3   | 14,1  |
| Bergen søndre  | 27,9 | 21,0 | 28,9  | 5,5  | 3,1  | 5,0  | 5,6     | 2,1  | 1,1   | 13,2  |
| Midthordland   | 28,2 | 30,0 | 20,5  | 8,0  | 4,0  | 3,3  | 3,4     | 1,4  | 1,1   | 17,1  |
| Nordhordland   | 28,1 | 24,4 | 16,6  | 11,1 | 10,2 | 3,5  | 3,2     | 1,6  | 1,2   | 8,9   |
| Sunnhordland   | 28,1 | 27,2 | 15,6  | 11,4 | 8,4  | 3,5  | 3,2     | 1,1  | 1,4   | 11,6  |
| Hardanger/Voss | 33,1 | 17,0 | 12,6  | 6,0  | 17,3 | 5,1  | 5,3     | 2,6  | 1,1   | 7,9   |
| Hordaland      | 30,5 | 22,8 | 20,2  | 7,1  | 5,5  | 5,5  | 4,6     | 2,5  | 1,3   | 100   |
| Norge          | 35,4 | 22,9 | 17,2  | 5,5  | 6,2  | 6,2  | 3,9     | 1,4  | 1,3   | -     |

Källa (På norska): regjeringen.no – valgresultater stortingsvalget 2009

### Stortingsvalet 2013
Tabellen anger valresultatet i stortingsvalet 2013 i olika delar av fylket. Alla tal anger procentandelar. Kolumnen andel anger områdets del av fylkets totala antalet röstberättigade. Observera: Midthordland = Austevoll, Fusa, Os, Samnanger. Vesthordland = Askøy, Fjell, Sund, Øygarden.
| Område                | Høyre | Ap   | Frp  | KrF  | V   | SV  | Sp   | MDG | Rødt | DKR | Andra | Andel | majoritet |
| --------------------- | ----- | ---- | ---- | ---- | --- | --- | ---- | --- | ---- | --- | ----- | ----- | --------- |
| Nordhordland          | 27,4  | 23,5 | 16,7 | 12,7 | 3,9 | 3,0 | 8,4  | 2,5 | 0,5  | 1,2 | 0,7   | 8,9   | Borgerlig |
| Vesthordland          | 34,8  | 23,7 | 19,9 | 8,3  | 4,1 | 2,9 | 1,8  | 2,0 | 0,6  | 1,1 | 1,0   | 12,0  | Borgerlig |
| Midthordland          | 32,1  | 20,4 | 21,0 | 8,3  | 4,7 | 2,7 | 6,0  | 2,6 | 0,5  | 0,9 | 0,6   | 5,7   | Borgerlig |
| Sunnhordland          | 25,8  | 24,1 | 17,8 | 13,2 | 3,9 | 3,0 | 7,1  | 1,8 | 0,5  | 1,9 | 1,0   | 11,6  | Borgerlig |
| Hardanger             | 21,9  | 27,3 | 13,3 | 7,3  | 6,7 | 3,6 | 14,3 | 2,5 | 1,1  | 0,9 | 1,2   | 4,8   | Borgerlig |
| Voss                  | 20,7  | 28,5 | 10,4 | 6,2  | 7,2 | 5,2 | 16,8 | 2,7 | 1,1  | 0,6 | 0,5   | 2,9   | Rödgrönt  |
| Hordaland utan Bergen | 28,6  | 24,0 | 17,5 | 10,2 | 4,5 | 3,2 | 7,2  | 2,2 | 0,6  | 1,2 | 0,8   | 45,9  | Borgerlig |
| Bergen                | 33,6  | 25,6 | 13,2 | 5,7  | 6,9 | 6,4 | 2,0  | 4,0 | 1,2  | 0,5 | 0,9   | 54,1  | Borgerlig |
| Hordaland med Bergen  | 31,3  | 24,9 | 15,1 | 7,7  | 5,8 | 4,9 | 4,4  | 3,2 | 0,9  | 0,8 | 0,9   | 100   | Borgerlig |
| Norge                 | 26,8  | 30,8 | 16,3 | 5,6  | 5,2 | 4,1 | 5,5  | 2,8 | 1,1  | 0,6 | 1,1   | -     | Borgerlig |

Källa: valgresultat.no: Resultater for Hordaland

## Vänlän
Hordaland har officiellt följande internationella vänlän:
- Basse-Normandie i Frankrike
- Cardiff i Wales
- Kaunas i Litauen
- Orkneyöarna i Skottland

Fylket har också samarbeten med Edinburgh i Skottland och Thüringen i Tyskland.
Hordaland fylke samarbetar också med Rogaland, Sogn og Fjordane och Møre og Romsdal genom Vestlandsrådet.